# Лукунич-Драга
45°38′ пн. ш. 15°26′ сх. д. / 45.63° пн. ш. 15.43° сх. д.
Лукунич-Драга (хорв. Lukunić Draga) — населений пункт у Хорватії, у Карловацькій жупанії у складі міста Озаль.

## Населення
Населення за даними перепису 2011 року становило 24 осіб.
Динаміка чисельності населення поселення: